# Golubinjak
Golubinjak (csehül: Holubňák) falu Horvátországban Belovár-Bilogora megyében. Közigazgatásilag Dežanovachoz tartozik.

## Fekvése
Belovártól légvonalban 45, közúton 63 km-re délkeletre, Daruvártól légvonalban 6, közúton 10 km-re délnyugatra, községközpontjától légvonalban 6, közúton 10 km-re délkeletre, Nyugat-Szlavóniában, a Mala és Velika Čavlovica-patakok közötti magaslaton fekszik.

## Története
A térség a 17. század végén szabadult fel a török uralom alól. A teljesen kihalt területre a parlagon heverő földek megművelése és a határvédelem céljából a 18. század első felében Bosznia területéről telepítettek be új, szerb anyanyelvű lakosságot. A települést az első katonai felmérés térképén „Dorf Golumbinjak” néven találjuk.
Lipszky János 1808-ban Budán kiadott repertóriumában „Golubinyak” néven szerepel. Nagy Lajos 1829-ben kiadott művében „Golubinyak” néven 32 házzal és 169 ortodox vallású lakossal találjuk.
A Magyar Királyságon belül Horvát-Szlavónország részeként, Pozsega vármegye Pakráci járásának része volt. 1857-ben 153, 1910-ben 406 lakosa volt. A 19. század végén és a 20. század elején (1861 és 1909 között) az olcsó földterületek miatt és a jobb megélhetés reményében jelentős számú cseh telepedett le itt. 1910-ben a népszámlálás adatai szerint lakosságának 73%-a cseh, 24%-a szerb anyanyelvű volt. Az első világháború után 1918-ban az új szerb-horvát-szlovén állam, majd később (1929-ben) Jugoszlávia része lett. 1941 és 1945 között a németbarát Független Horvát Államhoz, háború után a település a szocialista Jugoszláviához tartozott. A település 1991-től a független Horvátország része. 1991-ben lakosságának 63%-a cseh, 21%-a szerb nemzetiségű volt. 2011-ben a településnek 154 lakosa volt, akik főként mezőgazdasággal, állattartással foglalkoztak.

## Lakossága
| Lakosság változása | Lakosság változása | Lakosság változása | Lakosság változása | Lakosság változása | Lakosság változása | Lakosság változása | Lakosság változása | Lakosság változása | Lakosság változása | Lakosság változása | Lakosság változása | Lakosság változása | Lakosság változása | Lakosság változása | Lakosság változása |
| ------------------ | ------------------ | ------------------ | ------------------ | ------------------ | ------------------ | ------------------ | ------------------ | ------------------ | ------------------ | ------------------ | ------------------ | ------------------ | ------------------ | ------------------ | ------------------ |
| 1857               | 1869               | 1880               | 1890               | 1900               | 1910               | 1921               | 1931               | 1948               | 1953               | 1961               | 1971               | 1981               | 1991               | 2001               | 2011               |
| 153                | 302                | 326                | 375                | 363                | 406                | 451                | 475                | 489                | 515                | 476                | 443                | 310                | 262                | 218                | 154                |